# Paratriodonta ochroptera
Paratriodonta ochroptera är en skalbaggsart som beskrevs av Wilhelm Ferdinand Erichson 1841. Paratriodonta ochroptera ingår i släktet Paratriodonta och familjen Melolonthidae. Inga underarter finns listade i Catalogue of Life.